# Jakušima
Jakušima (屋久島)je eden izmed otokov Ōsumi v prefekturi Kagošima na Japonskem. Otok s površino 504,88 km² ima 13.178 prebivalcev. Dostop do otoka je mogoč s trajektom s hidrogliserjem (7 ali 8-krat na dan iz Kagošime, odvisno od sezone), počasnim trajektom (enkrat ali dvakrat na dan iz Kagošime) ali z letalom do letališča Jakušima (3 do 5-krat na dan iz Kagošime, enkrat dnevno iz Fukuoke in enkrat dnevno iz Osake). Administrativno je celoten otok mesto Yakushima. Mesto služi tudi sosednji Kuchinoerabujima. 42 % otoka je znotraj meja nacionalnega parka Yakushima.[2]
Elektrika Jakušime je več kot 50 % iz hidroelektrarn, presežna energija pa je bila uporabljena za proizvodnjo vodikovega plina v poskusu Univerze Kagošima. Otok je bil testni kraj za Hondine raziskave vozil na vodikove gorivne celice. (Na otoku ni avtomobilov na vodik, vendar občina upravlja električne avtomobile.)

## Razglasitev svetovne dediščine
Leta 1980 je bilo območje 18.958 ha razglašeno za biosferni rezervat Unesca. Leta 1993 je bilo 10 hektarjev mokrišča v Nagata-hami označenih za Ramsarsko območje. To je največje gnezdišče ogrožene glavate karete v severnem Tihem oceanu. Edinstveni ostanek toplega/zmernega starodavnega gozda v Jakušimi je naravna svetovna dediščina od leta 1993. Na območju jedra divjine (12,19 kvadratnih kilometrov), ki je del svetovne dediščine, ni mogoče zaslediti nobenih zapisov o pretekli poseki dreves.
Otok vsako leto obišče 300.000 turistov.

## Geografija
Jakušima je približno 61,3 kilometra južno od južne konice polotoka Ōsumi v južnem Kjušuju ali 135 kilometrov južno od Kagošime. Preliv Vincennes (Jakušima Kaikkō) ga ločuje od bližnjega otoka Tanegašima, kjer je japonski vesoljski center. Iz Jakušime je mogoče jasno videti občasne izstrelitve raket iz Tanegašime.
Osnova otoka je granit, zato na njem ni aktivnih vulkanov. Ima površino približno 504,5 kvadratne kilometre. Otok je približno okrogle oblike, z obsegom 89 kilometrov in premerom 28 kilometrov. Najvišji vzpetini na otoku sta Mijanouradake (宮之浦岳), z višino 1935 metrov in Nagatadake (永田岳), z višino 1886 metrov nad morsko gladino; ima pa Jakušima še 30 vrhov, višjih od 1000 metrov). Na otoku je veliko toplih vrelcev.
- To je Jakušima Mitake, gora Mijanoura, gora Nagata in gora Kurio
- Rečni pesek Jodo na vrhu reke Ava je granit
- Ooko slap
- Senpiro slap

Večja naselja na otoku, ki sestavljajo občino Jakušima, sta pristaniški mesti Anbō in Mijanoura. Med njima je Letališče Jakušima. Druga naselja so obmorske vasi Hiranai, Kuriobaši, Nagata, Okonotaki in zapuščena gozdna vas Kosugidani. Med kraji so soteske Širatani Unsui, Arakava, Kigensugi in Jakusugi.

### Podnebje
Jakušima ima vlažno subtropsko podnebje (Köppenova podnebna klasifikacija Cfa) z vročimi, vlažnimi poletji in milimi zimami. Padavine so izjemno obilne, z najmanj 250 milimetri v vsakem mesecu in kar 773 milimetrov  samo v juniju. Jakušima je najbolj namočen kraj na Japonskem in letna količina padavin v Jakušimi je ena najvišjih na svetu s 4000 do 10.000 mm. Domačini pravijo, da dežuje »35 dni v mesecu«. Jeseni in pozimi so bolj sušna obdobja, najmočnejši nalivi pa so spomladi in poleti, pogosto jih spremljajo tudi zemeljski plazovi. To je najjužnejši kraj na Japonskem, kjer je v gorah sneg, pogosto več mesecev, temperatura oceana pa nikoli ni pod 19 °C.

## Zgodovina
Otok Jakušima je bil naseljen vsaj od obdobja Džomon. Prvič je omenjen v pisnih dokumentih kitajske dinastije Sui iz 6. stoletja. Leta 601 so Kitajci poslali ekspedicijo v 'deželo Liukiu' (流求國). Opazili so, da so bili ljudje majhni, a boječi. Kitajci niso mogli razumeti lokalnega jezika in so se vrnili na Kitajsko. Leta 607 so poslali drugo ekspedicijo trgovat in vrnili enega od otočanov. Japonsko veleposlaništvo je bilo v Loujangu, ko se je odprava vrnila in eden od Japoncev je vzkliknil, da je otočanka nosila obleko in govorila jezik otoka Jaku.
V japonskem Šoku Nihongi v zapisu iz leta 702 n. št. je del starodavne province Tane. Pogosto so ga omenjali v dnevnikih popotnikov med Kitajsko iz dinastije Tang in Japonsko iz obdobja Nara.
V obdobju Edo je Jakušimi vladal klan Šimazu iz domene Sacuma in je veljal za del province Ōsumi. Po obnovi Meidži je bil otok pod upravo prefekture Kagošima.
Leta 2017 je Jakušimo prizadel tajfun Noru, ki je povzročil eno smrt.
Novembra 2023 je V-22 Osprey ameriških zračnih sil strmoglavil ob obali Jakušime, pri čemer je umrlo 7 članov posadke, zadnji član posadke pa je bil pogrešan.

## Demografija in ekonomija
Prebivalstvo Jakušime je doseglo vrhunec leta 1960 s 24.010 prebivalci. Zatem je upadalo do leta 1995, a se je nato ustalilo pri nekaj več kot 13.000 prebivalcih.
Tradicionalno so bili glavni gospodarski nosilci gozdarstvo in izvoz lesnih izdelkov (predvsem strešnih skodel iz cedre) ter komercialni ribolov. Pridelovanje pomaranč in čaja, destilacija šōčūja (običajno se destilira iz riža, ječmena, sladkega krompirja, ajde ali rjavega sladkorja) in turizem so zdaj glavni viri dohodka.

## Rastlinstvo in živalstvo
Jakušima vsebuje eno največjih območij obstoječih subtropskih zimzelenih gozdov otoka Nansei, ogroženo habitatno ekoregijo. Edine velike živali, ki so avtohtone na otoku, so Jakušimski makaki (Macaca fuscata yakui) in jeleni sike (Cervus nippon). Japonski rakunasti pes je prav tako pogosta žival, vendar ni avtohtona na otoku. Občasno je mogoče videti tudi japonske podlasice (Mustela itatsi). Otok je drstišče selitvenih glavatih karet (Caretta caretta), na morju pa najdemo delfine. Obalna območja imajo ponekod koralne grebene, čeprav v veliko manjšem obsegu kot južneje na otokih Okinava. BirdLife International je otok, skupaj s sosednjo Tanegašimo, prepoznal kot mednarodno pomembno območje za ptice (IBA), ker podpirajo populacije japonskih golobov grivarjev (Columba janthina), zelenih golobov Rjukju (Treron permagnus) in robinov Rjukju (Larvivora komadori).
Jakušima slovi po bujni vegetaciji. Večji del otoka je bil nekoč posekan (izhaja vsaj iz zgodnjega obdobja Edo), vendar je bil obsežno ponovno zasajen in posejan, odkar se je sečnja končala v poznih 1960-ih, ko je bil vzpostavljen režim ohranjanja. Poleg tega sekundarnega gozda je nekaj preostalih območij primarnega gozda, sestavljenega predvsem iz sorte japonska kriptomerija (Cryptomeria japonica), znane kot jakusugi (屋久杉), katere najbolj znan posamezni primer se imenuje Džōmon Sugi (縄文杉), saj se ocenjuje, da njena starost sega vsaj v obdobje Džōmon japonske zgodovine, pred 2300 leti. Poleg tega je na otoku seznam več kot 50 vrst endemičnih rož, zlasti rododendronov in na stotine redkih endemičnih briofitov, pa tudi številna endemična drevesa.

## Onsen
Na Jakušimi je več onsenov (vročih vrelcev).
- Onoma onsen
- Jakušima onsen
- Hirauči podvodni topli izvir
- Judomari onsen
- Oura vrelec - prvotno vrelec, zdaj pa je skupna kopel z vrelo izvirsko vodo
- Jodogawa onsen
- Junoko no Ju
- Džomon no Jado Manten - ambulantno kopanje

## V popularni kulturi
- Gozdovi Jakušime so navdihnili gozdno okolje v filmu Hayaa Miyazakija Princesa Mononoke.[11]
- Jakušima je navdih za gozd Dremuchij v Metal Gear Solid 3: Snake Eater.[12]
- Izmišljena lika Jun in Jin Kazama iz Tekkena sta živela na Jakušimi.[13][14] V Tekken 8 se Jakušima prvič pojavi kot igralni oder.
- Eiji Miyake, protagonist romana Davida Mitchella number9dream, je iz Jakušime. Deli romana se dogajajo v pripovedovalčevem otroštvu na otoku.
- Film Floating Clouds iz leta 1955 se zaključi s potovanjem na otok.
- Otok je bil vidno predstavljen tudi v filmu Rebirth of Mothra iz leta 1996. V filmu The Young Mothra priplava na otok, da bi se preobrazil v novo in močnejšo Mothro, ki svoje življenjsko bistvo in nove moči jemlje iz večnega gozda.
- Protagonisti Atlusove videoigre za igranje vlog, Persona 3, ob začetku poletnih počitnic obiščejo Jakušima.
- Prvi dve epizodi televizijske oddaje iz leta 2005, Kamen Rider Hibiki, se odvijata predvsem na Jakušimi.
- Pokrajine v Oni: Thunder God's Tale so navdihnjene z gozdovi Jakušime.[15]